# Uranotaenia
Uranotaenia este un gen de țânțari din familia Culicidae.

## Specii[1]
- Uranotaenia abdita
- Uranotaenia abstrusa
- Uranotaenia aequatorianna
- Uranotaenia alba
- Uranotaenia albescens
- Uranotaenia albimanus
- Uranotaenia albinotata
- Uranotaenia albipes
- Uranotaenia alboabdominalis
- Uranotaenia alboannulata
- Uranotaenia albocephala
- Uranotaenia albosternopleura
- Uranotaenia alticola
- Uranotaenia ambodimanga
- Uranotaenia amiensis
- Uranotaenia andavakae
- Uranotaenia andreae
- Uranotaenia angolensis
- Uranotaenia anhydor
- Uranotaenia annandalei
- Uranotaenia annulata
- Uranotaenia anopheloides
- Uranotaenia antalahaensis
- Uranotaenia antennalis
- Uranotaenia apicalis
- Uranotaenia apicosquamata
- Uranotaenia apicotaeniata
- Uranotaenia approximata
- Uranotaenia argentipleura
- Uranotaenia arguellesi
- Uranotaenia argyrotarsis
- Uranotaenia ascidiicola
- Uranotaenia atra
- Uranotaenia balfouri
- Uranotaenia bambusicola
- Uranotaenia barnesi
- Uranotaenia belkini
- Uranotaenia benoiti
- Uranotaenia bertii
- Uranotaenia bicincta
- Uranotaenia bicolor
- Uranotaenia bidentata
- Uranotaenia bifasciata
- Uranotaenia bilineata
- Uranotaenia bimaculata
- Uranotaenia bimaculiala
- Uranotaenia bosseri
- Uranotaenia boussesi
- Uranotaenia breviseta
- Uranotaenia bricenoi
- Uranotaenia briseis
- Uranotaenia browni
- Uranotaenia brumpti
- Uranotaenia brunhesi
- Uranotaenia cachani
- Uranotaenia caeruleocephala
- Uranotaenia caliginosa
- Uranotaenia calosomata
- Uranotaenia campestris
- Uranotaenia capelai
- Uranotaenia carcinicola
- Uranotaenia cavernicola
- Uranotaenia chorleyi
- Uranotaenia christophersi
- Uranotaenia civinskii
- Uranotaenia clara
- Uranotaenia coatzacoalcos
- Uranotaenia colocasiae
- Uranotaenia combesi
- Uranotaenia comorensis
- Uranotaenia confusa
- Uranotaenia connali
- Uranotaenia contrastata
- Uranotaenia cooki
- Uranotaenia cornuta
- Uranotaenia damasei
- Uranotaenia davisi
- Uranotaenia demeilloni
- Uranotaenia devemyi
- Uranotaenia diagonalis
- Uranotaenia dibrugarhensis
- Uranotaenia diraphati
- Uranotaenia ditaenionota
- Uranotaenia donai
- Uranotaenia douceti
- Uranotaenia dumonti
- Uranotaenia dundo
- Uranotaenia edwardsi
- Uranotaenia elnora
- Uranotaenia enigmatica
- Uranotaenia falcipes
- Uranotaenia fimbriata
- Uranotaenia fraseri
- Uranotaenia fulgens
- Uranotaenia fusca
- Uranotaenia gabaldoni
- Uranotaenia garnhami
- Uranotaenia geniculata
- Uranotaenia geometrica
- Uranotaenia gerdae
- Uranotaenia gigantea
- Uranotaenia gouldi
- Uranotaenia grassei
- Uranotaenia grenieri
- Uranotaenia grjebinei
- Uranotaenia haddowi
- Uranotaenia hamoni
- Uranotaenia harrisoni
- Uranotaenia hebes
- Uranotaenia hebrardi
- Uranotaenia heiseri
- Uranotaenia henrardi
- Uranotaenia henriquei
- Uranotaenia hervyi
- Uranotaenia hirsutifemora
- Uranotaenia hongayi
- Uranotaenia hopkinsi
- Uranotaenia husaini
- Uranotaenia hystera
- Uranotaenia incognita
- Uranotaenia iriartei
- Uranotaenia jacksoni
- Uranotaenia jinhongensis
- Uranotaenia joucouri
- Uranotaenia koli
- Uranotaenia kraussi
- Uranotaenia laffosseae
- Uranotaenia lanei
- Uranotaenia lateralis
- Uranotaenia lavieri
- Uranotaenia lebiedi
- Uranotaenia legoffi
- Uranotaenia leiboensis
- Uranotaenia leucoptera
- Uranotaenia longirostris
- Uranotaenia longitubus
- Uranotaenia lowii
- Uranotaenia lucyae
- Uranotaenia ludlowae
- Uranotaenia lui
- Uranotaenia lunda
- Uranotaenia luteola
- Uranotaenia lutescens
- Uranotaenia macfarlanei
- Uranotaenia machadoi
- Uranotaenia maculipleura
- Uranotaenia madagascarensis
- Uranotaenia madagascarica
- Uranotaenia manakaraensis
- Uranotaenia mashonaensis
- Uranotaenia mathesoni
- Uranotaenia mattinglyi
- Uranotaenia maxima
- Uranotaenia mayeri
- Uranotaenia mayottensis
- Uranotaenia mendiolai
- Uranotaenia mengi
- Uranotaenia metatarsata
- Uranotaenia micans
- Uranotaenia micromelas
- Uranotaenia modesta
- Uranotaenia montana
- Uranotaenia moramangae
- Uranotaenia moresbyensis
- Uranotaenia moufiedi
- Uranotaenia moultoni
- Uranotaenia musarum
- Uranotaenia nataliae
- Uranotaenia neireti
- Uranotaenia neotibialis
- Uranotaenia nepenthes
- Uranotaenia nigricephala
- Uranotaenia nigripes
- Uranotaenia nigripleura
- Uranotaenia nigromaculata
- Uranotaenia nivea
- Uranotaenia nivipes
- Uranotaenia nivipleura
- Uranotaenia nivipous
- Uranotaenia nocticola
- Uranotaenia novaguinensis
- Uranotaenia novobscura
- Uranotaenia obscura
- Uranotaenia ohamai
- Uranotaenia orientalis
- Uranotaenia ornata
- Uranotaenia orthodoxa
- Uranotaenia oteizai
- Uranotaenia ototomo
- Uranotaenia painei
- Uranotaenia pallidipleura
- Uranotaenia pallidocephala
- Uranotaenia pallidoventer
- Uranotaenia palmeirimi
- Uranotaenia paludosa
- Uranotaenia pandani
- Uranotaenia paralateralis
- Uranotaenia paranovaguinensis
- Uranotaenia patriciae
- Uranotaenia pauliani
- Uranotaenia pefflyi
- Uranotaenia philonuxia
- Uranotaenia pifanoi
- Uranotaenia pilosa
- Uranotaenia prajimi
- Uranotaenia principensis
- Uranotaenia propinqua
- Uranotaenia pseudoalbimanus
- Uranotaenia pseudohenrardi
- Uranotaenia pseudomaculipleura
- Uranotaenia pseudoshillitonis
- Uranotaenia pulcherrima
- Uranotaenia pygmaea
- Uranotaenia pylei
- Uranotaenia quadrimaculata
- Uranotaenia quasimodesta
- Uranotaenia qui
- Uranotaenia quinquemaculata
- Uranotaenia rachoui
- Uranotaenia ramosa
- Uranotaenia rampae
- Uranotaenia ravenalicola
- Uranotaenia recondita
- Uranotaenia reinerti
- Uranotaenia reyi
- Uranotaenia rickenbachi
- Uranotaenia riverai
- Uranotaenia roberti
- Uranotaenia rossi
- Uranotaenia rutherfordi
- Uranotaenia ryukyuana
- Uranotaenia sapphirina
- Uranotaenia scutostriata
- Uranotaenia setosa
- Uranotaenia sexaueri
- Uranotaenia shillitonis
- Uranotaenia signata
- Uranotaenia socialis
- Uranotaenia solomonis
- Uranotaenia sombooni
- Uranotaenia spiculosa
- Uranotaenia spinitubus
- Uranotaenia spinosa
- Uranotaenia spiraculata
- Uranotaenia srilankensis
- Uranotaenia stricklandi
- Uranotaenia subnormalis
- Uranotaenia subtibioclada
- Uranotaenia sumethi
- Uranotaenia syntheta
- Uranotaenia tanzaniae
- Uranotaenia telmatophila
- Uranotaenia testacea
- Uranotaenia tibialis
- Uranotaenia tibioclada
- Uranotaenia trapidoi
- Uranotaenia tricolor
- Uranotaenia tridentata
- Uranotaenia trilineata
- Uranotaenia tsaratananae
- Uranotaenia typhlosomata
- Uranotaenia ugandae
- Uranotaenia unguiculata
- Uranotaenia unimaculiala
- Uranotaenia wysockii
- Uranotaenia xanthomelaena
- Uranotaenia yaeyamana
- Uranotaenia yovani
- Uranotaenia yunnanensis